# まつおはるか
まつお はるか（本名：松尾 悠花、2000年10月21日 - ）は、九州・関東を中心に活動する女優、タレント。芸能活動上はひらがな表記を使用する。

## 人物・来歴
2000年10月21日、長崎県北高来郡高来町（現：諫早市）出身。父親の仕事の都合で小学校の頃に福岡県福岡市に移住した。
小学6年生の頃、長崎のショッピング施設で芸能事務所の人からスカウトを受ける。あまり興味のない分野であったが、中学2年で柳川市のPR動画出演に際しで5日に及ぶ撮影を経験したことから「本気でやりたい」という気持ちが芽生え、以後は、九州を中心に広告などに出演。
2018年からは地元の自動車ディーラーであるHonda Cars 長崎のCMに起用。同年11月からは同じく長崎出身の映像ディレクター野上鉄晃が手掛ける番組『悠花のナガサキ街音』（長崎国際テレビ）に出演開始。テレビメディアでも活動を開始。さらに『ワイドナショー』（フジテレビ・テレビ長崎でも放送）で注目を集める。その一方、仕事で共演した高校生たちの影響でTikTokを始め、フォロワーが急増。
その後拠点を東京に移し、女優としてのレッスンを行う傍ら九州でタレント活動を行う生活を行っている。女優としてのあこがれは上戸彩だという
2025年現在は福岡の実家へ拠点を移し、福岡・長崎を中心にタレント活動中。
2023年からは『アサデス。7』（九州朝日放送）、『あさモニ』（KBCラジオ）も担当。

## 出演

### ドラマ
- パラレル東京（NHK総合テレビ） - 2019年12月。倉石有紀役[3]

### 舞台
- 山笠キックボーダーズ!（2019年12月9日 - 11日　西鉄ホール）

### テレビ番組
- アサデス。7（九州朝日放送発長崎文化放送他九州山口7局） - メインMC。2023年4月3日 -

### ラジオ
- あさモニ（KBCラジオ） - 木・金メインパーソナリティ。2023年4月6日 - 2025年3月28日
- KBC MUSIC SPLUSH+（KBCラジオ） - パーソナリティ。2024年4月6日 - 2025年3月29日

### CM
- Honda Cars 長崎（2018年 - ）